# Profundidade de Curie

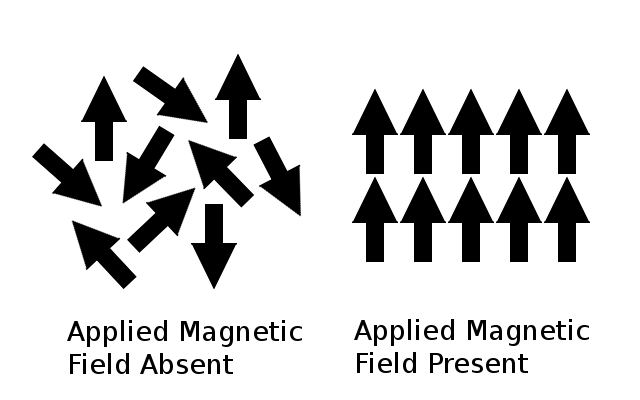
Acima da Temperatura de Curie, os spins magnéticos são alinhados aleatoriamente como paramagnéticos até que um campo magnético é requerido.

Na geofísica, a profundidade de Curie ou profundidade do ponto Curie é a profundidade em que rochas em uma área geográfica específica encontram a temperatura de Curie. Essa profundidade pode ser aproximada a partir de dados de levantamento aeromagnético por meio de análise espectral ou modelagem direta.